# Tears on Tape
Tears on Tape es el octavo y último álbum de estudio de la banda finlandesa de rock, HIM. Fue publicado el 29 de abril de 2013 en todo el mundo, y en días posteriores en algunos países, como Estados Unidos. El primer sencillo fue <<Tears on Tape>>, seguido de <<All Lips Go Blue>> e <<Into the Night>>. Es el primer álbum de HIM que contiene temas instrumentales: <<Unleash the Red>>, <<Trapped in Autumn>> y <<Lucifer's Chorale>>.

## Lista de canciones
Todas las canciones escritas y compuestas por Ville Valo. 
| N.º | Título                     | Duración |  |
| 1.  | «Unleash the Red»          | 1:07     |  |
| 2.  | «All Lips Go Blue»         | 3:49     |  |
| 3.  | «Love without Tears»       | 3:37     |  |
| 4.  | «I Will Be the End of You» | 3:33     |  |
| 5.  | «Tears on Tape»            | 3:21     |  |
| 6.  | «Into the Night»           | 3:36     |  |
| 7.  | «Hearts at War»            | 3:46     |  |
| 8.  | «Trapped in Autumn»        | 1:33     |  |
| 9.  | «No Love»                  | 3:30     |  |
| 10. | «Drawn and Quartered»      | 5:13     |  |
| 11. | «Lucifer's Chorale»        | 1:19     |  |
| 12. | «W.L.S.T.D.»               | 4:12     |  |
| 13. | «Kiss the Void»            | 2:21     |  |

- Datos: Q26317